# Kalmosaari (ö i Tuusniemi, Vihtaniemi)
Kalmosaari är en ö i Finland. Ordet kalmosaari hänvisar antagligen att ön har varit begravningsplats. Ön ligger i sjön Juojärvi och i kommunen Tuusniemi i den ekonomiska regionen  Nordöstra Savolax och landskapet Norra Savolax, i den centrala delen av landet, 300 km nordost om huvudstaden Helsingfors. Öns area är 1,1 hektar och dess största längd är 180 meter i nord-sydlig riktning.